# 等值曲面
等值曲面是一種曲面。在空間裏，假若，每一點都有一個設定的值。這值可能是壓力、溫度、速度、密度。那麼，一個等值曲面所包含的每一個點，其設定值是一樣的。換句話說，以三維空間為定義域的連續函數，其每一個水平集都是一個等值曲面。
應用計算機圖形學，我們可以簡易地顯示出等值曲面的線框圖或明暗圖。在計算流體力學裏，數據視覺化方法時常會用等值曲面來表示流體（液體或氣體）流過物體時的瞬時狀態。這是工程師研究發展新科技的一個利器。他們可以觀察一個系統在任何時間的狀態，從而發現其中奧秘。例如，等值曲面可以代表超音速飛行的單獨震波。或者，我們可以製造幾個等值曲面來代表，當空氣流過飛機翅膀時，隨著時間演變的一系列壓力值。
面對著一大堆三維空間的數據，一個明智又受歡迎的選擇，就是採用等值曲面為數據視覺化的主要形式。簡單的多邊形造型渲染的等值曲面，不需要用到很多的中央處理單元的資源，就能夠迅速的計算出所要顯示的圖形。
在醫學影像裏，三維的電腦斷層掃描用等值曲面來代表一個密度值區的部位。這樣，我們可以將內部器官、骨頭、等等，這些結構視覺化。

## 參閱
- 正交坐標系
- 坐標曲面
- 哈密頓-亞可比方程式